# 北海道道529号東奈井江奈井江停車場線
北海道道529号東奈井江奈井江停車場線（ほっかいどうどう529ごう ひがしないえないえていしゃじょうせん）は、北海道空知郡奈井江町内を結ぶ一般道道（北海道道）である。

## 概要

### 路線データ
- 起点：北海道空知郡奈井江町東奈井江
- 終点：北海道空知郡奈井江町奈井江町（JR北海道 函館本線 奈井江駅）
- 路線延長：11.0km（総延長、内、重複区間0.3 km）

## 歴史
- 1966年（昭和41年）3月31日 - 路線認定[1]。

## 路線状況

### 重複区間
- 北海道道1130号砂川奈井江美唄線（奈井江町字奈井江）
- 国道12号（奈井江町奈井江14号 - 奈井江町奈井江本町）

## 地理

### 通過する自治体
- 空知総合振興局
  - 空知郡奈井江町

### 交差する道路
奈井江町
- 北海道道1130号砂川奈井江美唄線 - 奈井江（重複）
- 国道12号 - 奈井江本町（重複）

### 沿線にある施設など
奈井江町
- 奈井江東町簡易郵便局 - 字奈井江748-53
- JR北海道 函館本線 奈井江駅 - 本町